# Ophiura albida
Ophiura albida è un echinoderma appartenente al genere Ophiura. Esso è particolarmente diffuso nei mari in prossimità delle coste delle Isole Britanniche.

## Descrizione
L'O. affinis presenta armi corti, diritti ed affusolati. Corpo e zampe sono rosso-marroncini con due macche bianche alla base di ogni armo. Le zampe sono spinose e misurano quattro volte il diametro del disco, che è di 15 millimetri.

## Distribuzione e habitat
Le O. albida sono particolarmente diffuse nelle Isole Britanniche. L'habitat che prediligono è quello delle rocce o della ghiaia, purché questi luoghi siano fangosi.

## Specie simili
O. robusta presenta una colorazione identica alle O. albida; tuttavia le prime hanno degli arti più evoluti.